# Suenaga Haruka
Suenaga Haruka (末永 遥 Suenaga Haruka, Mạt Vĩnh Dao) là một nữ diễn viên và người mẫu ảnh người Nhật Bản. Thời thơ ấu, cô bắt đầu tham gia Oha-Girls trong Oha Star. Cô cũng đóng quảng cáo cho Glico. Vai diễn nổi tiếng của Haruka là Sakura Nishihori/BoukenPink trong series Super Sentai GoGo Sentai Boukenger.

## Phim điện ảnh
- REX Kyouryuu monogatari (1993)
- Nihon-ichi Mijikai "Haha" e no tegami (1995)
- KOKKURI (1997)
- Battle Royale II: Requiem (2003)
- GouGou Sentai Boukenger - The Movie: Saikou no Pureshasu (The Most Powerful Precious)(2006)
- GouGou Sentai Boukenger vs. Super Sentai (2007)
- LIFE (2007)
- Juken Sentai Gekiranger vs. Boukenger (2008)
- Shibatora (2008) vai Rika Machida